# Taboadela
Taboadela è un comune spagnolo di 1 718 abitanti situato nella comunità autonoma della Galizia.